# Tom Bean
Tom Bean è un centro abitato degli Stati Uniti d'America situato nella contea di Grayson dello Stato del Texas.
La popolazione era di 1.045 persone al censimento del 2010. Fa parte dell'area metropolitana di Sherman–Denison.

## Geografia fisica
Tom Bean è situata a 33°31′15″N 96°28′58″W (33.520811, -96.482826). La città si trova a circa 30 miglia a sud del Red River e al confine con l'Oklahoma. La città più vicina, con una popolazione di oltre 20.000 persone, è Sherman. La zona è comunemente indicata come l'area di Sher-Den, Texomaland o semplicemente Texoma.
Secondo lo United States Census Bureau, ha un'area totale di 1,4 miglia quadrate (3,6 km²).

## Società

### Evoluzione demografica
Secondo il censimento del 2000, c'erano 941 persone, 357 nuclei familiari e 263 famiglie residenti nella città. La densità di popolazione era di 667,0 persone per miglio quadrato (257,7/km²). C'erano 380 unità abitative a una densità media di 269,4 per miglio quadrato (104,1/km²). La composizione etnica della città era formata dal 96,17% di bianchi, lo 0,43% di afroamericani, l'1,17% di nativi americani, lo 0,21% di asiatici, lo 0,21% di isolani del Pacifico, lo 0,64% di altre razze, e l'1,17% di due o più etnie. Ispanici o latinos di qualunque razza erano il 3,93% della popolazione.
C'erano 357 nuclei familiari di cui il 41,7% aveva figli di età inferiore ai 18 anni, il 58,0% erano coppie sposate conviventi, il 12,0% aveva un capofamiglia femmina senza marito, e il 26,1% erano non-famiglie. Il 24,4% di tutti i nuclei familiari erano individuali e il 12,9% aveva componenti con un'età di 65 anni o più che vivevano da soli. Il numero di componenti medio di un nucleo familiare era di 2,64 e quello di una famiglia era di 3,15.
La popolazione era composta dal 32,1% di persone sotto i 18 anni, il 6,4% di persone dai 18 ai 24 anni, il 31,8% di persone dai 25 ai 44 anni, il 19,9% di persone dai 45 ai 64 anni, e il 9,9% di persone di 65 anni o più. L'età media era di 32 anni. Per ogni 100 femmine c'erano 91,3 maschi. Per ogni 100 femmine dai 18 anni in giù, c'erano 82,1 maschi.
Il reddito medio di un nucleo familiare era di 38.875 dollari, e quello di una famiglia era di 50.000 dollari. I maschi avevano un reddito medio di 37.750 dollari contro i 23.036 dollari delle femmine. Il reddito pro capite era di 16.113 dollari. Circa il 7,6% delle famiglie e il 9,0% della popolazione erano sotto la soglia di povertà, incluso il 9,2% di persone sotto i 18 anni e il 25,5% di persone di 65 anni o più.